# Dani García Lara
Daniel García Lara (Cerdanyola del Vallés, Barcelona, Cataluña, España, 22 de diciembre de 1974) conocido simplemente como Dani es un exfutbolista español. Se desempeñaba como delantero y fue internacional absoluto con la selección de fútbol de España.

## Trayectoria
Dani empezó su carrera futbolística en el Real Madrid "B" en 1992. Estuvo jugando durante tres años en el filial madridista (con 2 partidos con el primer equipo), y en 1995 fue traspasado con opción de recompra al Real Zaragoza. Después de dos años en el club maño, el Real Madrid lo repescó para posteriormente ser traspasado al Mallorca.
La gran temporada de Dani en el cuadro mallorquinista no pasó desapercibida para el vigente campeón de Liga, el F. C. Barcelona, que en aquel momento se encontraba en la celebración de su centenario, y en el año 1999 lo fichó por la cifra de 2500 millones de pesetas. En su primera temporada en el conjunto catalán gozó de la confianza de Louis van Gaal como demuestran sus números, 11 goles en 27 partidos de Liga, destacando como goleador también en la Copa del Rey y en la Liga de Campeones. Las siguientes temporadas la competencia en la delantera culé fue muy dura, las posteriores incorporaciones de Alfonso Pérez y Javier Saviola hacían que cada temporada que pasaba su importancia en el equipo disminuyese.
En enero del 2004 recaló de nuevo en el Real Zaragoza, al que ayudó a conquistar la Copa del Rey ante el Real Madrid (marcando el segundo gol), para fichar al acabar esa temporada por el R. C. D. Espanyol. Tras un inicio prometedor, el jugador fue perdiendo protagonismo en el equipo, hasta que al término de la campaña decidió rescindir el año que le quedaba de contrato, alegando problemas personales con algunos compañeros del equipo
Tras quedar libre, fichó por el Olympiacos de Grecia, donde coincidió con su excompañero del Barcelona, Rivaldo. En su primera temporada conquistó el doblete: liga y copa. Sin terminar su contrato de dos años, a mediados de la temporada 2006/07 fue traspasado al Denizlispor y tras un efímero paso por el club turco, decidió regresar a España para instalarse en Madrid con su familia, dejando el deporte profesional para seguir practicando el fútbol de forma amateur. Así, el verano de 2007 se incorporó al Rayo Majadahonda de la Tercera División de España. Sin embargo, tras disputar algunos partidos como suplente, abandonó el equipo pocas jornadas después de iniciarse la temporada. Posteriormente, jugó con los veteranos del Real Madrid, con los que participó en el Campeonato Nacional de Liga de Fútbol Indoor.

## Selección nacional
Disputó cinco partidos con la Selección de fútbol de España, en los que anotó un gol. José Antonio Camacho le hizo debutar con la selección absoluta el 18 de noviembre de 1998 en amistoso contra Italia. Luego también participó en algunos encuentros de la fase de clasificación para la Eurocopa 2000.
Antes de debutar con la selección absoluta, Dani García fue habitual en las convocatorias de las selección inferiores de España. En categoría sub-16 fue campeón de Europa en 1991. Posteriormente integró la selección olímpica que participó en los Juegos de Atlanta 1996, alcanzando los cuartos de final.

## Clubes
| Club                   | País   | Año       |
| ---------------------- | ------ | --------- |
| Real Madrid C. F. "B"  | España | 1992-1995 |
| Real Madrid C. F.      | España | 1994      |
| Real Zaragoza          | España | 1995-1997 |
| Real Madrid C. F.      | España | 1997-1998 |
| R. C. D. Mallorca      | España | 1998-1999 |
| F. C. Barcelona        | España | 1999-2003 |
| Real Zaragoza          | España | 2004      |
| R. C. D. Espanyol      | España | 2004-2005 |
| Olympiacos F. C.       | Grecia | 2005-2007 |
| C. F. Rayo Majadahonda | España | 2007-2008 |

## Palmarés
Campeonatos nacionales
| Título              | Club              | País   | Año  |
| ------------------- | ----------------- | ------ | ---- |
| Primera División    | Real Madrid C. F. | España | 1995 |
| Supercopa de España | Real Madrid C. F. | España | 1997 |
| Supercopa de España | R. C. D. Mallorca | España | 1998 |
| Copa del Rey        | Real Zaragoza     | España | 2004 |
| Superliga de Grecia | Olympiacos F. C.  | Grecia | 2006 |
| Copa de Grecia      | Olympiacos F. C.  | Grecia | 2006 |

Copas internacionales
| Título                | Club              | País   | Año  |
| --------------------- | ----------------- | ------ | ---- |
| UEFA Champions League | Real Madrid C. F. | España | 1998 |